# Masera
Masera ist eine italienische Gemeinde (comune) in der Provinz Verbano-Cusio-Ossola, Region Piemont.

## Lage und Einwohner
Masera liegt 45 Straßenkilometer nordwestlich von der Provinzhauptstadt Verbania und 5 km östlich von Domodossola auf der orographisch linken Seite des Ossolatals am Eingang zum Valle Vigezzo auf einer Höhe von 297 m s.l.m. Unmittelbar am Ort fließt der aus dem Valle Vigezzo kommende Torrente Melezzo Occidentale vorbei, der unweit von Masera in den Toce mündet. 
Das Gemeindegebiet umfasst eine Fläche von 20 km² und hat 1449 Einwohner (Stand am 31. Dezember 2023). Zu Masera gehören die Fraktionen Carale, Casa Benvenuta, Casa del Secco, Cresta, Melezzo, Menogno, Ranco, Rivoira, Rogna und Veriago (mit Ariola, Merro, Piazza, Quartavolo, Rancaldina). 
Die Nachbargemeinden sind Crevoladossola, Domodossola, Druogno, Montecrestese, Santa Maria Maggiore und Trontano.

## Geschichte
Masera wurde erstmals im Jahr 970 einer Schenkungsurkunde des Bischofs von Novara Aupaldo urkundlich erwähnt. Eine weitere Erwähnung findet sich 994 in einer Kaufurkunde. Im 12. Jahrhundert gehörte Masera dem Grafen Guido von Biandrate, wie ein Bestätigungsdiplom des Kaisers Friedrich I. von 1152 belegt. Nach dem Frieden von Konstanz bildete Masera mit der Unteren Ossolatal eine Gerichtsbarkeit, die den Namen Vicariatus Ossolae erhielt.
Während der Signoria der Visconti in Mailand fiel Masera unter die Gerichtsbarkeit von Bischof Giovanni Visconti. Nach seinem Tod wurde das Gebiet von Novara seinem Neffen Galeazzo II. Visconti übergeben. Während seiner Herrschaft wurden die Gemeindestatuten verabschiedet. 1439 kam Masera unter die Herrschaft des Grafen Vitaliano Borromeo, Schatzmeister des Herzogs von Mailand Filippo Maria Visconti. Unter der Herrschaft der Grafen von Borromeo erhielten Masera eine gewisse Autonomie und war Hauptort der Quattro Terre.

## Verkehr
An Masera führt als Umgehungsstraße die Staatsstraße SS 33 „del Sempione“ vorbei, an der bei Masera die SS 337 „della Val Vigezzo“ einmündet. Masera ist über Bahnlinie Ribellasca–Domodossola an den Schienenverkehr angeschlossen. Durch Masera führt die Provinzstraße SP 71 „di Masera“.

## Sehenswürdigkeiten
- Pfarrkirche San Martino di Tours erbaut 1883 mit drei Schiffen, an der Stelle der alten im romanischen Stil des 11. Jahrhunderts erbauten Kirche. Die neue Kirche wurde vom Mailänder Maler Bottini dekoriert, das Fresko von St. Martin über dem Hauptportal ist dagegen das Werk des Malers A. Cotti. Im Anker des Altars am Ende des Nordschiffes befindet sich ein holzgemaltes Triptychon Madonna col Bambino con Santi Rocco e Sebastiano darstellt, das Sperindio Cagnoli zugeschrieben wird.
- Oratorium San Rocco im Ortsteil Ranco, mit Fresken aus dem Jahr 1402. In der Nähe des Ortes befindet sich noch ein alter Signalturm aus dem Ende des 15. Jahrhunderts.

## Persönlichkeiten
- Giuliana Sgrena (* 1948), Journalistin
- Ferruccio Ferro (1952–2021), Radrennfahrer

## Bildgalerie

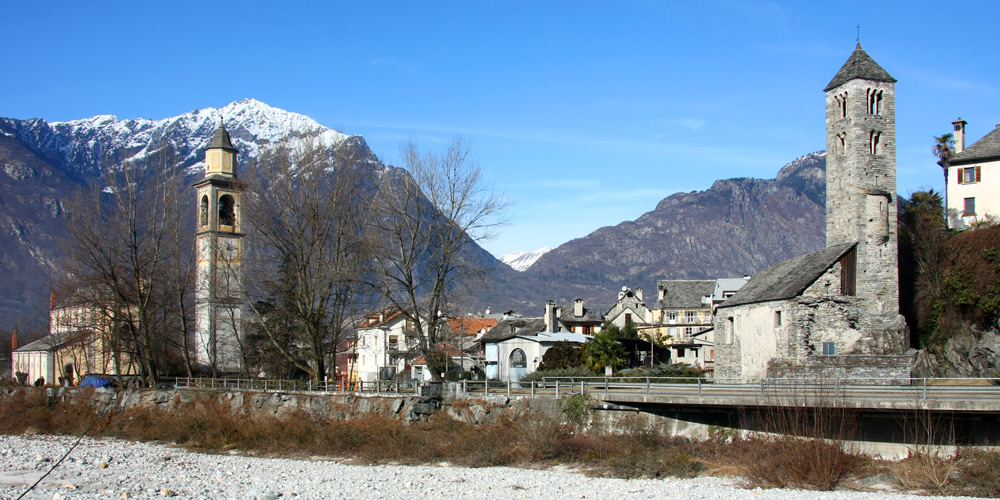
Dorfansicht
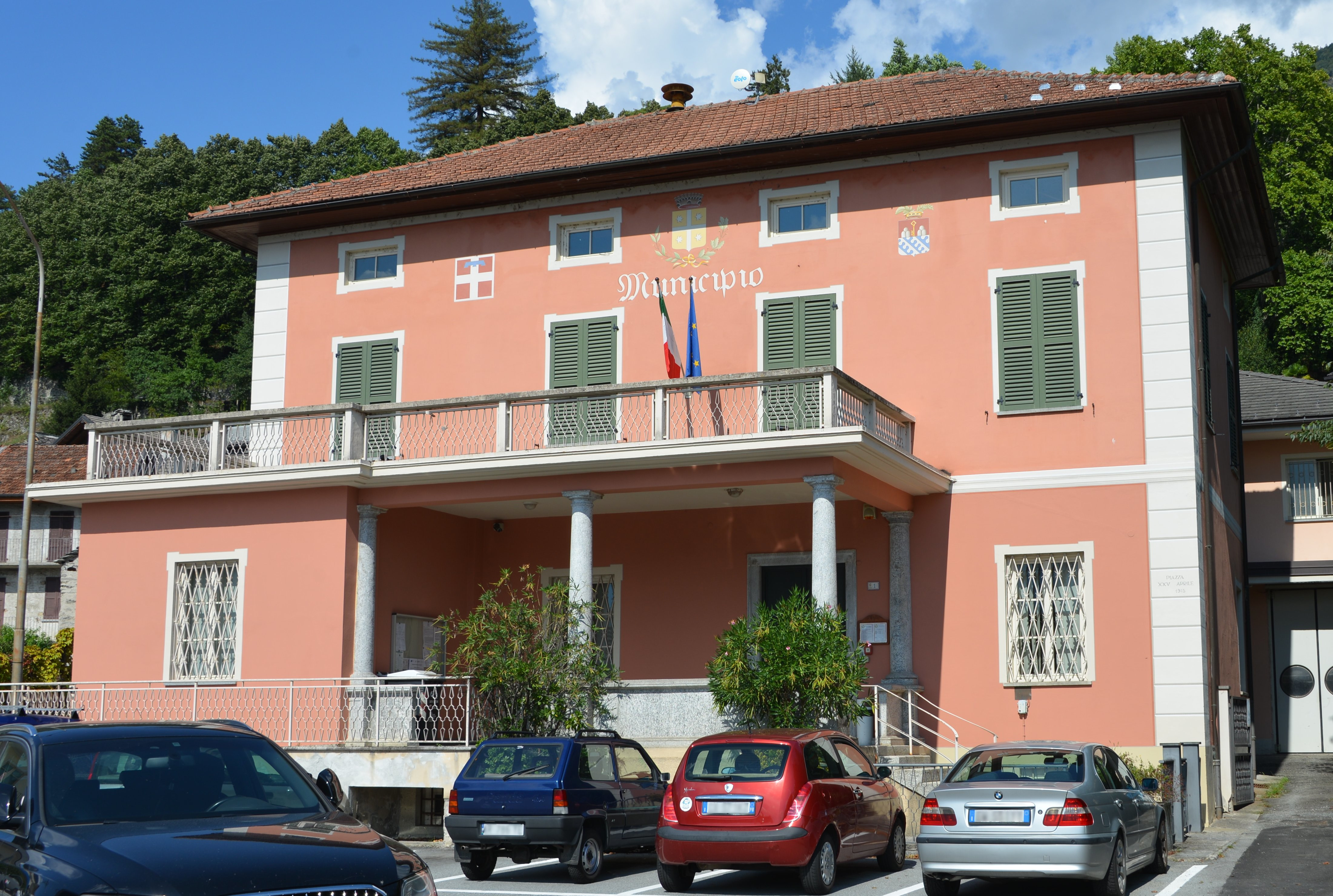
Rathaus
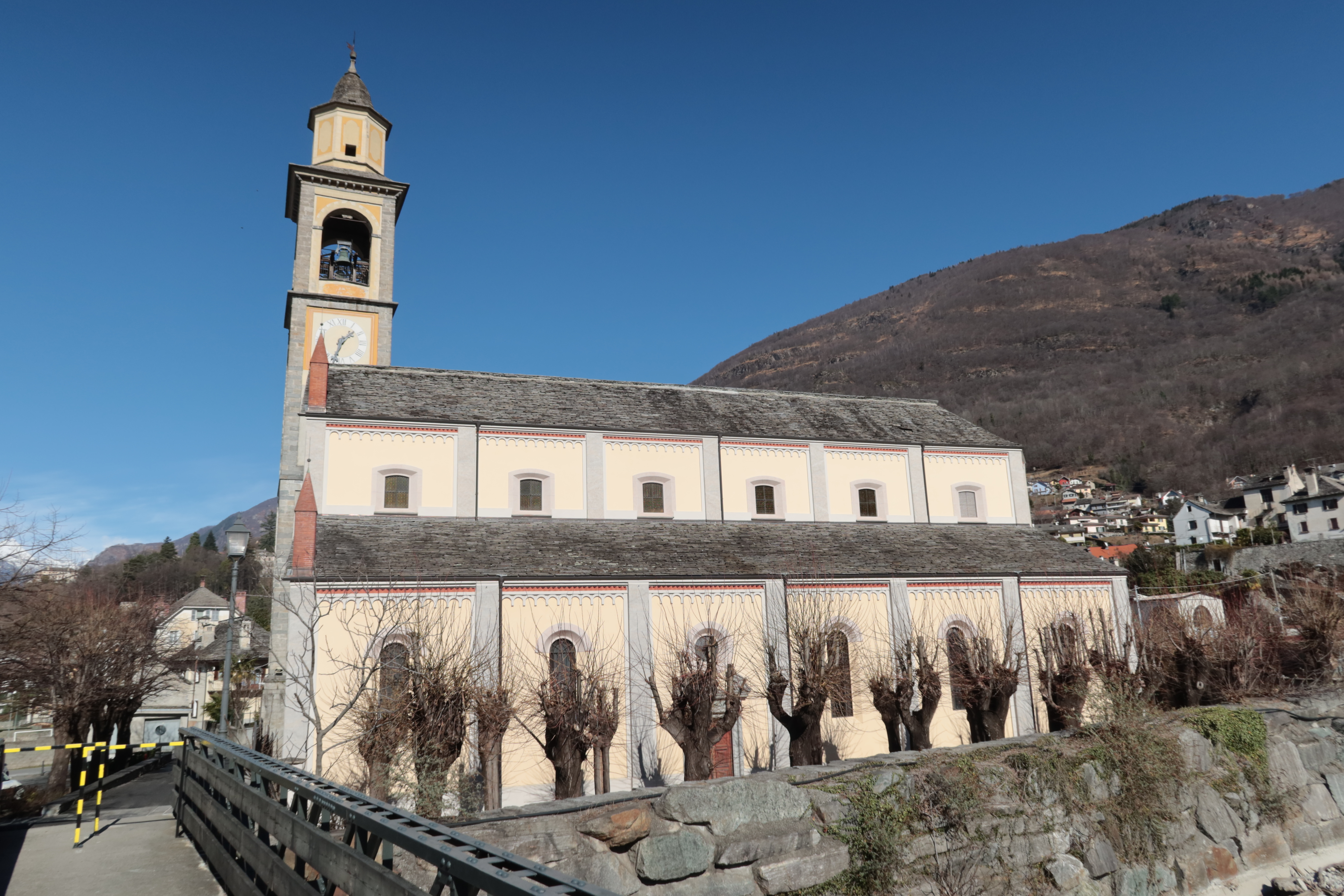
Pfarrkirche San Martino di Tours
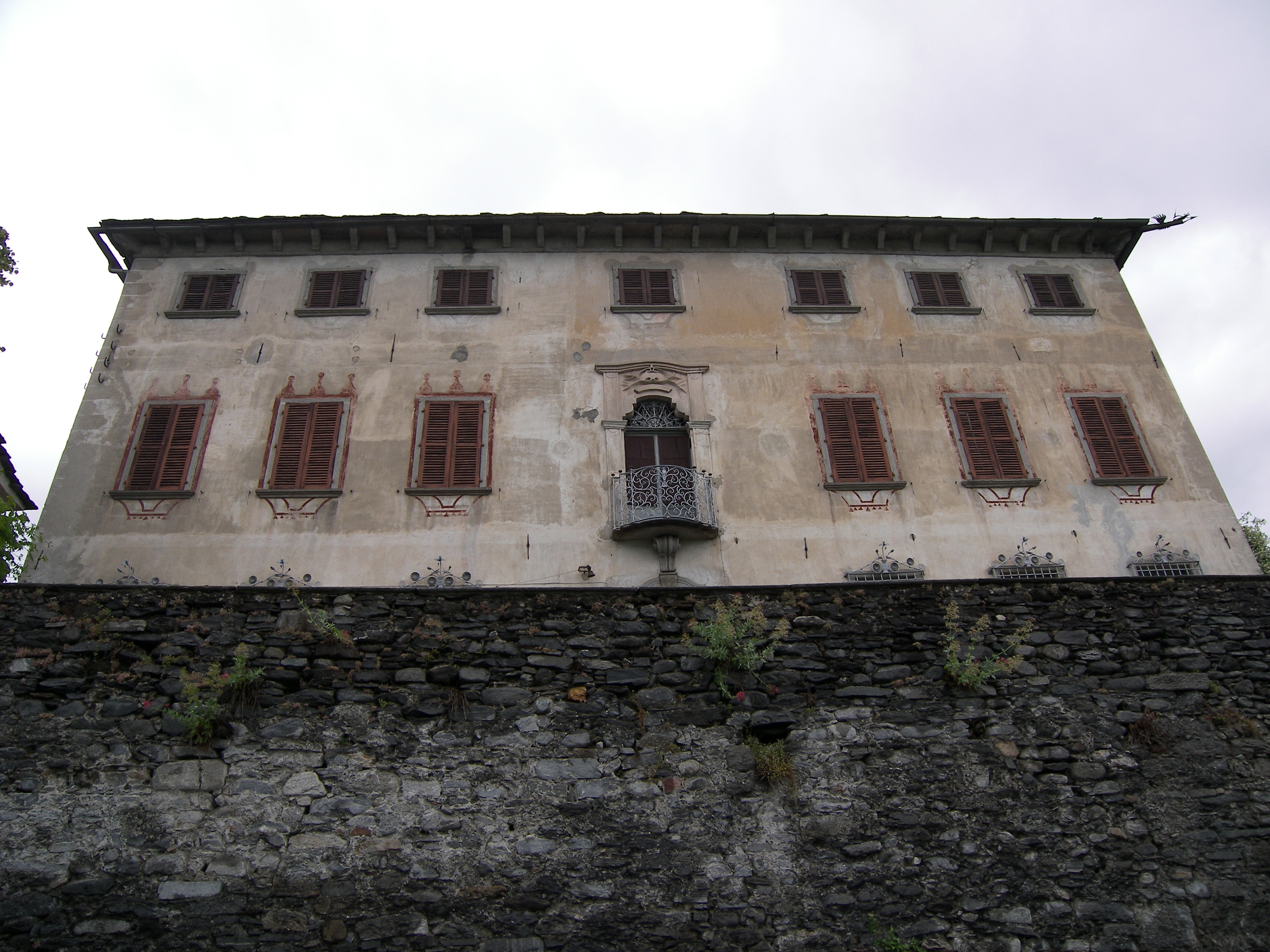
Casa Farina
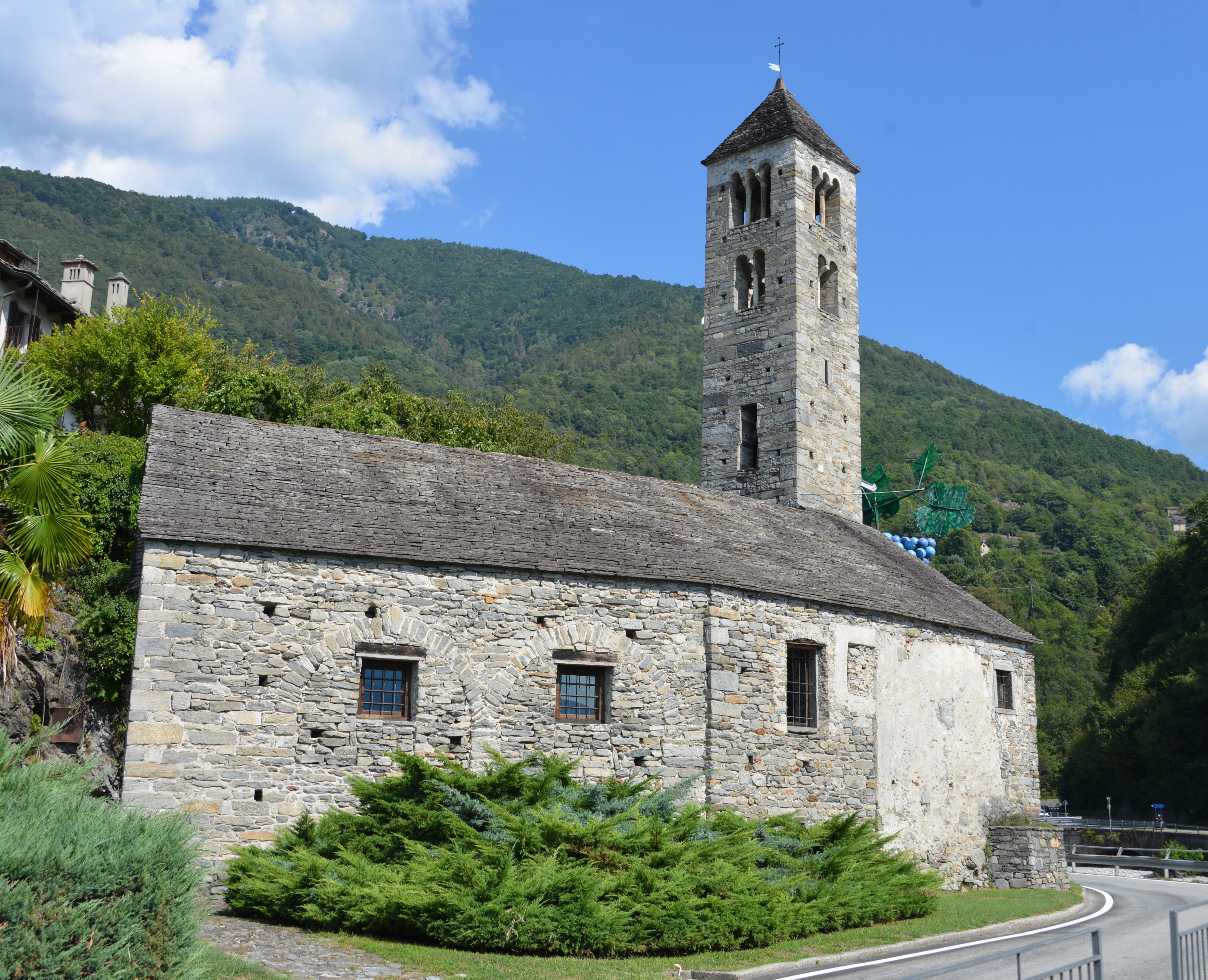
Sant’Abbondio
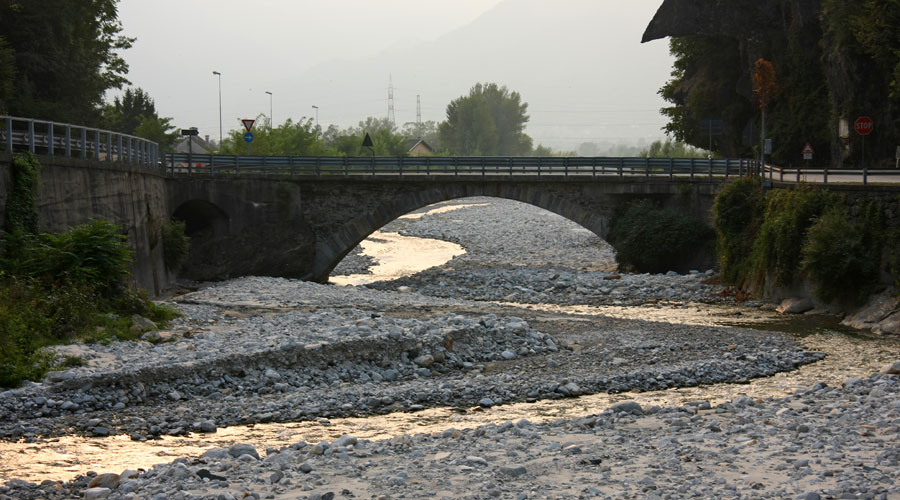
Torrente Melezzo Occidentale